# Швеция на летних Олимпийских играх 1908
Швеция принимала участие в Летних Олимпийских играх 1908 года в Лондоне (Великобритания), и завоевала 25 медалей, из которых 8 золотые, 6 серебряные и 11 бронзовые. Сборную страны представляли 168 спортсменов (165 мужчин, 3 женщин).

## Медалисты
| Медаль  | Спортсмен | Вид спорта            | Дисциплина                                                         |
| ------- | --- | --------------------- | ------------------------------------------------------------------ |
| Золото  | Фритьоф Мортенссон | Борьба                | Мужчины, греко-римская борьба, до 73 кг                            |
| Золото  | Карл Бертильссон Нильс Видфорс Карл Винквист Эрик Гранфельт Рудольф Дегермарк Густав Юнссон Рольф Юнссон Нильс фон Кантцов Ялмар Седеркруна Андреас Кервин Свен Ландберг Олле Ланнер Аксель Люнг Освальд Муберг Карл Норберг Тор Норберг Эрик Норберг Аксель Норлинг Даниэль Норлинг Ёста Ульсон Леонард Петерсон Свен Росен Густав Русенквист Карл Свенссон Биргер Сёрвик Хакон Сёрвик Аксель Шёблом Карл Фолкер Свен Форсман Нильс Хеллстен Гуннар Хёер Карл Хольмберг Освальд Хольмберг Арвид Хольмберг Карл Хэрлеман Ёста Эсбринк Хуго Янке Йохан Яртен | Спортивная гимнастика | Мужчины, командное первенство                                      |
| Золото  | Ялмар Юханссон | Прыжки в воду         | Мужчины, вышка                                                     |
| Золото  | Ульрих Сальхов | Фигурное катание      | Мужчины, одиночное катание                                         |
| Золото  | Оскар Сван | Стрельба              | Мужчины, «бегущий олень», одиночные выстрелы, личное первенство    |
| Золото  | Оскар Сван Альфред Кнёппель Эрнст Роселл Альфред Сван | Стрельба              | Мужчины, «бегущий олень», одиночные выстрелы, командное первенство |
| Золото  | Эрик Лемминг | Лёгкая атлетика       | Мужчины, метание копья                                             |
| Золото  | Эрик Лемминг | Лёгкая атлетика       | Мужчины, метание копья вольным стилем                              |
| Серебро | Мауриц Андерссон | Борьба                | Мужчины, греко-римская борьба, до 73 кг                            |
| Серебро | Карл Мальмстрём | Прыжки в воду         | Мужчины, вышка                                                     |
| Серебро | Рихард Йоханссон | Фигурное катание      | Мужчины, одиночное катание                                         |
| Серебро | Эрик Валлериус Харальд Валлин Эрик Сандберг Эдмунд Турмелен Карл Хеллстрём | Парусный спорт        | Мужчины, класс «8 метров»                                          |
| Серебро | Густаф Адольф Юнссон Пер-Олоф Арвидссон Аксель Янссон Густав-Адольф Шёберг Клас Рундберг Янне Густафссон | Стрельба              | Мужчины, винтовка среди команд, 300 м                              |
| Серебро | Вильхельм Карлберг Франс-Альберт Шартау Хюбнер фон Хольст Эрик Карлберг | Стрельба              | Мужчины, малокалиберная винтовка среди команд, 50 и 100 ярдов      |
| Бронза  | Роберт Андерссон Эрик Бергваль Гуннар Веннерстрём Торстен Кумфельдт Аксель Рунстрём Понтус Хансон Харальд Юлин | Водное поло           | Мужчины                                                            |
| Бронза  | Мерта Адлерстроле | Теннис                | Женщины, одиночный разряд, в помещении                             |
| Бронза  | Вольмар Бострём Гуннар Сеттерваль | Теннис                | Мужчины, парный разряд, в помещении                                |
| Бронза  | Харальд Юлин | Плавание              | Мужчины, 100 м вольным стилем                                      |
| Бронза  | Понтус Хансон | Плавание              | Мужчины, 200 м брассом                                             |
| Бронза  | Арвид Спонгберг | Прыжки в воду         | Мужчины, вышка                                                     |
| Бронза  | Пер Турен | Фигурное катание      | Мужчины, одиночное катание                                         |
| Бронза  | Оскар Сван | Стрельба              | Мужчины, «бегущий олень», двойные выстрелы                         |
| Бронза  | Отто Нильссон | Лёгкая атлетика       | Мужчины, метание копья                                             |
| Бронза  | Бруно Сёдерстрём | Лёгкая атлетика       | Мужчины, прыжки с шестом                                           |
| Бронза  | Юхан Сванберг | Лёгкая атлетика       | Мужчины, 5 миль                                                    |